# Christophe Ferron
Pour les articles homonymes, voir Ferron.
Christophe Ferron est un footballeur français reconverti en entraîneur, né le 27 octobre 1970 au Mans (Sarthe). Il est le deuxième joueur le plus capé de l'histoire du Stade lavallois.

## Biographie

### Joueur
Christophe Ferron commence le football au SC Damigny dans l'Orne. En avril 1984 il dispute la Coupe nationale des minimes, avec la sélection de la Ligue Basse-Normandie. Il intègre le Tours FC en 1985.
Approché par le centre de formation d'Auxerre, il choisit finalement celui du Stade Lavallois en 1986. International cadet dès 1987, il commence sa carrière en D2 au Stade lavallois, au poste de défenseur central. Avec les Tango il est deux fois demi-finaliste de la Coupe de France en 1993 et 1997.
En 1999 il rejoint le FC Lorient. Avec les Merlus il est vainqueur de la Coupe de France en 2002 et finaliste de la Coupe de la Ligue la même année.
Il termine sa carrière de joueur à l'US Alençon, comme entraîneur-joueur durant la saison 2005-2006.
Il dispute un total de 31 matchs en Division 1, et 401 matchs en Division 2, marquant deux buts. Il joue également deux matchs en Coupe de l'UEFA lors de la saison 2002-2003.
En 2002, les supporters lavallois l'élisent dans les 22 joueurs du siècle du club mayennais. En juillet 2003 il fait son retour à Laval, où il retrouve David Le Frapper avec qui il avait joué en équipe du Centre.

### Sélection nationale
Christophe Ferron est international cadet en 1987 aux côtés de Fabien Barthez, puis international junior.

### Entraîneur
Après une première expérience comme entraîneur-joueur à l'US Alençon, il succède à Franck Haise à la tête du Stade mayennais en 2006.
Il est à compter de juillet 2007 entraîneur-adjoint à La Vitréenne FC.
Au mois de juillet 2008, il retrouve le banc de la cité des ducs et permet au club ornais d'atteindre pour la deuxième fois les 32es de finale de la Coupe de France en jouant face à Lorient (Ligue 1).
En juillet 2011, il devient l'entraîneur en chef de La Vitréenne.
Le 7 septembre 2016, il rejoint Le Mans FC en tant qu'entraîneur de la réserve en DH Maine.
Depuis mars 2016, il est moniteur de sport au centre pénitentiaire d’Alençon-Condé-sur-Sarthe.

## Carrière

### Joueur
- 1993-1999 :  Stade lavallois
- 1999-2003 :  FC Lorient
- 2003-2005 :  Stade lavallois
- 2005-2006 :  US Alençon

### Entraîneur
- 2005-2006 :  US Alençon (entraîneur-joueur)
- 2006-2007 :  Stade mayennais FC
- 2007-2008 :  La Vitréenne FC (entraîneur-adjoint)
- 2008-2011 :  US Alençon
- 2011-2013 :  La Vitréenne FC
- 2016-2018 :  Le Mans FC réserve (DH Maine)
- 2018-2019 :  La Suze (U18)

## Palmarès
- FC Lorient :
  - Finaliste de la Coupe de la Ligue en 2002
  - Finaliste du Trophée des champions en 2002
  - Vainqueur de la Coupe de France en 2002
  - Vice-champion de France de Division 2 en 2001